# Сражение при Карнифекс-Ферри
Сражение при Карнифекс-Ферри (англ. Battle of Carnifex Ferry) произошло 10 сентября 1861 года на территории округа Николас в Виргинии (сейчас — Западная Виргиния) в ходе Западновирджинской кампании американской гражданской войны.

## Предыстория
В июле 1861 года федеральная армия вытеснила конфедератов из долины Кановы и заняла стратегическое положение около Голи-Бридж. В августе силы КША начали контрнаступление чтобы вернуть контроль над долиной реки и предотвратить отделение Западной Виргинии от Виргинии. Войска конфедератов под командованием генерала Джона Флойда перешли реку Голи и разбили 7-й Огайский пехотный полк (которым командовал полковник Эрастус Тайлер) в сражении при Кеслерс-Кросс-Лейнс.
Генерал Роберт Ли, который тогда находился в своём штабе в Велли-Маунтин, почувствовал опасность положения Флойда и 8 сентября сообщил ему, что «ваша позиция кажется ненадёжной». Он предложил отступить за Голи. Флойд тем временем узнал, что федералы готовятся контратаковать, и отступил от Кросс-Лейн к Карнифекс-Ферри.
Карнифекс-Ферри — паромная переправа, расположенная в 13 км от Саммерсвилла на слиянии рек Голи и Медоу. Южане начали рыть траншеи у фермы Генри Паттерсона.

## Сражение
Федеральные войска в размере 6000 человек (3 пехотные бригады) под командованием генерала Уильяма Роузкранса были направлены для спасения полка Тайлера. Они выступили из Саттона 3 сентября, не нашли конфедератов около Кросс-Лейнс и двинулись по дороге к Карнифекс-Ферри. Первая бригада наткнулась на укреплённые позиции Флойда около 15:00 10 сентября, пошла в атаку и была отбита с серьёзными потерями. Роузкранс направил для усиления вторую и третью бригады, но их атака была не успешной из-за каменистой местности и неорганизованности войск. За день боя федералы потеряли 27 человек убитыми и 103 ранеными, конфедераты — 20 ранеными. Раненый во время рукопашного боя Флойд решил отступить, так как осознавал численное превосходство противника. Ночью армия конфедератов отступила за реку.

## Последствия
Потери были незначительными с обеих сторон, однако сражение имело важное политическое значение. С мая 1861 года в Виргинии проходили собрания, направленные на организацию местного правительства в Уиллинге, лояльного к США. В октябре, после битвы при Карнифекс-Ферри, прошло голосование об организации нового штата.
На месте сражения в 1935 году был открыт парк штата Сражения при Карнифекс-Ферри.